# Edicto de Telepinu
El Edicto de Telepinu es un edicto hitita, escrito durante el reinado de Telepinu, c. 1525-1500 a. C.  El texto está clasificado como CTH 19 en el Catálogo de textos hititas .
La relevancia del texto radica en que permitió reconstruir la sucesión de reyes hititas. También relata algunos acontecimientos importantes como la conquista de Babilonia por Mursili I, de la que no existe ningún otro documento hitita. De los sucesores de Telepinu en los siguientes 80 años no sabemos prácticamente nada más. 
Van Seter sostiene que el edicto es un texto legal que establece las reglas para la sucesión real. Lawson critica este enfoque diciendo que un texto cuasi legal también puede ser histórico.  Mario Liverani observa que el edicto debe interpretarse con cautela, ya que es mucho más útil para comprender la situación en el momento de su redacción que para reconstruir la historia pasada. 